# Bradycellus intermedius
Bradycellus intermedius är en skalbaggsart som beskrevs av Henry Clinton Fall. Bradycellus intermedius ingår i släktet Bradycellus och familjen jordlöpare. Inga underarter finns listade i Catalogue of Life.